# Sport universitaire

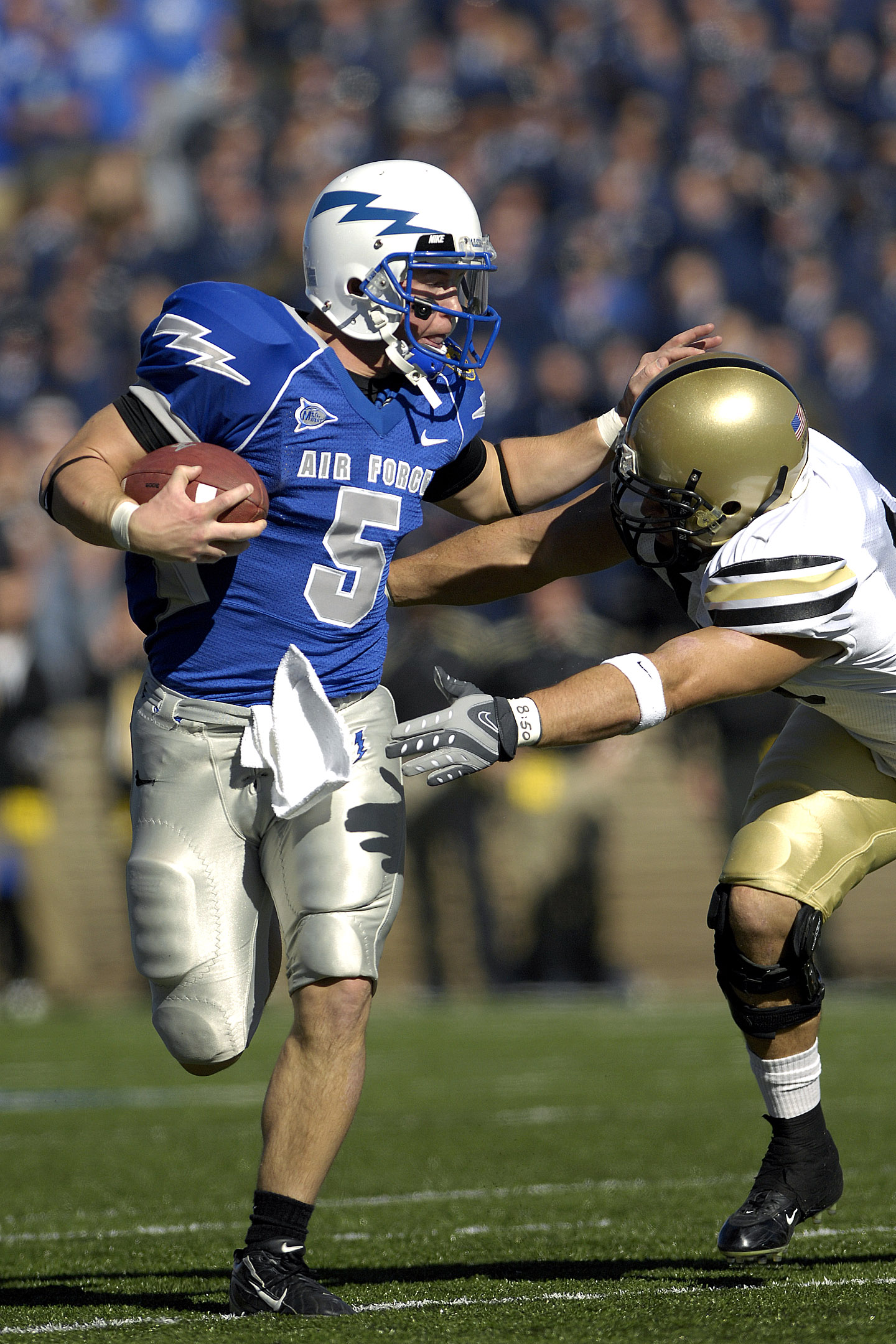
Le quarterback Shaun Carney en pleine course durant un match de football américain universitaire opposant les Falcons de l'Air Force aux Black Knights de l'Army au Falcon Stadium de Colorado Springs, le 3 novembre 2007 aux États-Unis.

Le sport universitaire est le sport pratiqué dans le cadre d'études supérieures à l'université ou dans un établissement équivalent. Promu à l'échelle mondiale par la Fédération internationale du sport universitaire, qui organise des compétitions appelées Universiades, il est particulièrement développé dans certaines disciplines telles que le football américain, où il en vient à concurrencer la pratique professionnelle.

## En Belgique
La fédération sportive universitaire belge (FSUB) coordonne les compétitions sportives au sein des universités et hautes écoles francophones (Association sportive de l'enseignement universitaire et supérieur - ASEUS) et néerlandophones (Vlaams Student Sportfederatie - VSSF) ; des championnats nationaux sont organisés dans 35 disciplines

## Au Royaume-Uni
Au Royaume-Uni, le sport universitaire est particulièrement marqué par la rivalité (en) entre l'université de Cambridge et l'université d'Oxford, dont les confrontations les plus renommées sont la course d'aviron ou encore la rencontre de rugby à XV. Plus généralement ses confrontations entre les différentes universités du royaume sont nommées Varsity match.
L'organisme gérant le sport universitaire est le British Universities and Colleges Sport.

## États-Unis
Aux États-Unis, le sport universitaire est particulièrement développé notamment pour le basket-ball et le football américain. La plus grande organisation est la NCAA, en plus d'entité plus modestes comme la NAIA ou la 
NJCAA.